# Matt Smith (Schauspieler)

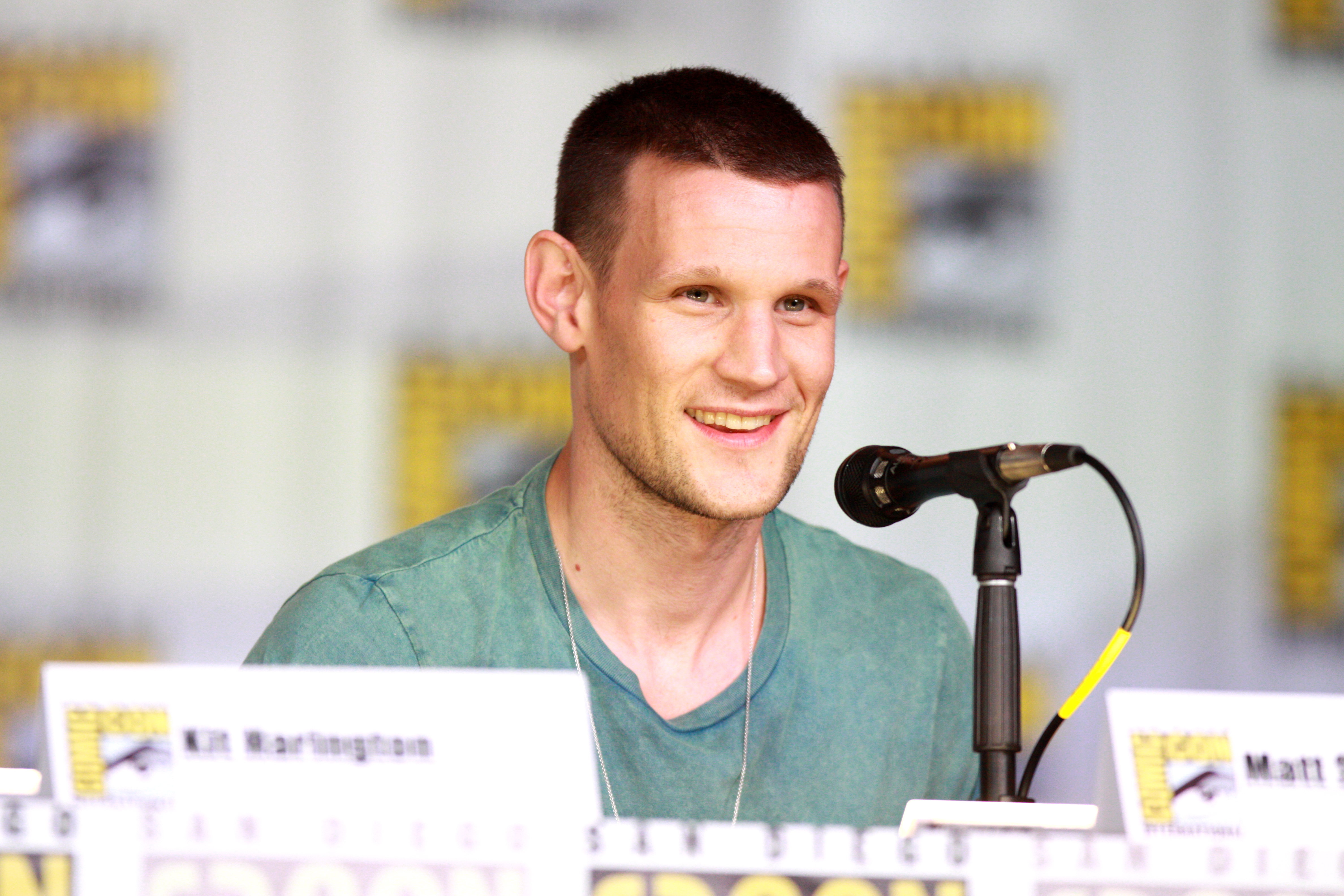
Matt Smith bei der Comic-Con 2013

Matthew Robert Smith (* 28. Oktober 1982 in Northampton, England) ist ein britischer Schauspieler.
Er erlangte internationale Bekanntheit mit der Hauptrolle des elften Doktors in der Science-Fiction-Serie Doctor Who und ist zudem bekannt als Daemon Targaryen in House of the Dragon und Prinz Philip in The Crown.

## Karriere
Nachdem er in mehreren Theaterproduktionen mitwirkte, hatte er seine erste Fernsehrolle 2006 in den BBC-Adaptionen von Philip Pullmans The Ruby in the Smoke und The Shadow in the North an der Seite von Billie Piper. Seine erste Hauptrolle spielte er 2007 als Danny in der BBC-Serie Party Animals. Ende 2009 wurde er als elfter Doktor der britischen Kult-Science-Fiction-Serie Doctor Who gecastet. Die Rolle hat er am Ende der Folge The End of Time mit der Regeneration vom zehnten zum elften Doktor angetreten und füllte sie von der fünften Staffel bis einschließlich der siebten Staffel (ab 2010–2013) der Serie aus. Dies überraschte sehr, weil Smith ein relativ unbekannter Schauspieler war. Die Spekulationen der Fans für die Nachfolge von David Tennant kreisten vor allem um die Namen David Morrissey und Paterson Joseph sowie James Nesbitt. Smith war der bisher jüngste Schauspieler, der den Doktor spielen durfte – eine der wahrscheinlich begehrtesten Rollen Großbritanniens. Von 2016 bis 2017 war Smith als Prinz Philip, Duke of Edinburgh in Peter Morgans Netflix-Historienserie The Crown zu sehen. 2018 spielte er in dem Film Charlie Says von Mary Harron den Sektenführer Charles Manson. Aktuell verkörpert er den Prinzen Daemon Targaryen in der HBO-Serie House of the Dragon.

## Filmografie
- 2006: The Ruby in the Smoke
- 2007: Party Animals

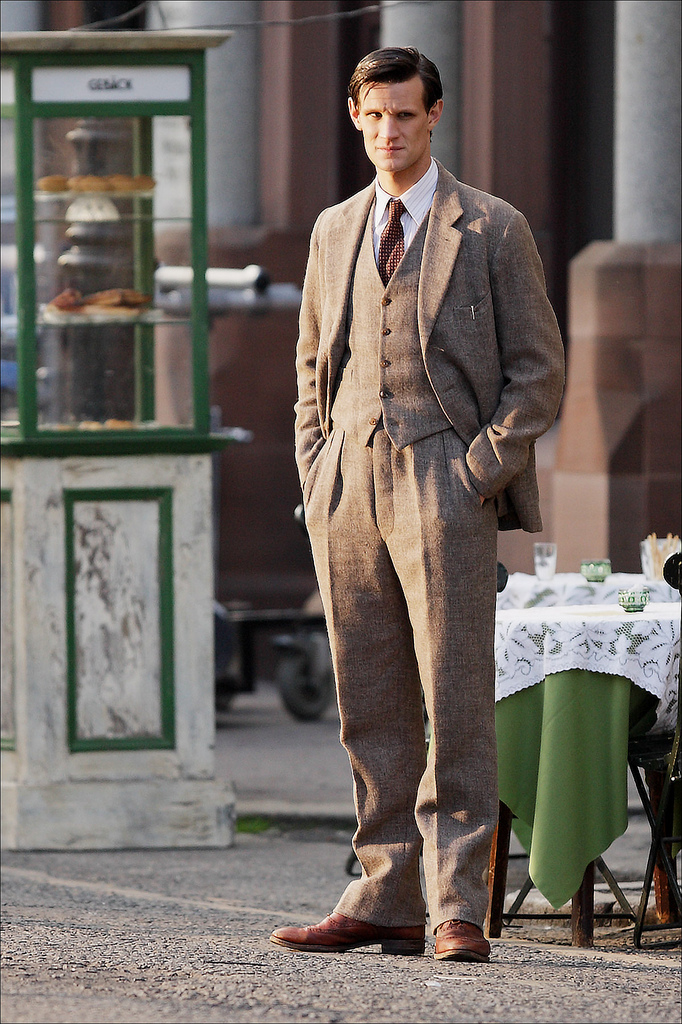
Matt Smith bei den Dreharbeiten zu Christopher und Heinz – Eine Liebe in Berlin

- 2007: Secret Diary of a Call Girl (Fernsehserie, Folge 1x06)
- 2007: The Street (Fernsehserie, 2 Folgen)
- 2007: The Shadow in the North
- 2009: Moses Jones (Miniserie)
- 2009: Together (Kurzfilm)
- 2010: Womb (WOMB)
- 2010: The Sarah Jane Adventures (Fernsehserie, 2 Folgen)
- 2010–2014: Doctor Who (Fernsehserie, 54 Folgen)
- 2011: Christopher und Heinz – Eine Liebe in Berlin (Christopher and His Kind)
- 2012: Bert and Dickie
- 2013: Ein Abenteuer in Raum und Zeit (An Adventure in Space and Time, Fernsehfilm)
- 2014: Lost River
- 2015: Terminator: Genisys
- 2016: Stolz und Vorurteil und Zombies (Pride and Prejudice and Zombies)
- 2016–2017: The Crown (Fernsehserie, 20 Folgen)
- 2018: Mapplethorpe
- 2018: Patient Zero
- 2018: Charlie Says
- 2019: Official Secrets
- 2020: His House
- 2021: Last Night in Soho
- 2021: Denen man vergibt (The Forgiven)
- 2022: Morbius
- seit 2022: House of the Dragon (Fernsehserie)

## Theater
| Jahr      | Titel                                        | Rolle            | Theater                                                 |
| --------- | -------------------------------------------- | ---------------- | ------------------------------------------------------- |
| 2003      | Murder in the Cathedral                      | Thomas Becket    |                                                         |
| 2004      | The Master and Margarita                     | Basoon           | Lyric Hammersmith, London                               |
| 2004      | Fresh Kills                                  | Arnold           | Royal Court Theatre Upstairs, London                    |
| 2005      | On the Shore of the Wide World               | Paul Danzinger   | Royal Exchange, Manchester                              |
| 2005      | On the Shore of the Wide World               | Paul Danzinger   | National Theatre, London                                |
| 2005–2006 | The History Boys                             | Lockwood         | National Theatre, London                                |
| 2006      | Burn/Chatroom/Citizenship                    | Tom/William/Gary | National Theatre, London                                |
| 2007      | That Face                                    | Henry            | Royal Court Theatre Upstairs, London                    |
| 2007–2008 | Swimming With Sharks                         | Guy              | Vaudeville Theatre, London                              |
| 2008      | That Face                                    | Henry            | Duke of York’s Theatre, London                          |
| 2013      | American Psycho                              | Bateman          | Almeida Theatre, London                                 |
| 2016      | Unreachable – In Search of the Perfect Light | Maxim            | Royal Court Theatre, Jerwood Theatre Downstairs, London |